# 25607 Tsengiching
25607 Tsengiching este un asteroid din centura principală de asteroizi.

## Descriere
25607 Tsengiching este un asteroid din centura principală de asteroizi. A fost descoperit pe 3 ianuarie 2000 la Socorro, New Mexico, în cadrul proiectului LINEAR. Asteroidul prezintă o orbită caracterizată de o semiaxă mare de 2,43 ua, o excentricitate de 0,07 și o înclinație de 5,7° în raport cu ecliptica.